# 上海行健职业学院
上海行健职业学院是中華人民共和國上海市靜安區一家高等職業院校，前身为创建于1982年11月的上海市闸北区业余大学。1985年7月，上海市闸北区干部文化学校并入。1993年9月，闸北区第三职业技术学校并入。1998年9月闸北区业余大学与闸北区职工中等专业学校共同建立闸北区社区学院。2000年1月，闸北区社区学院更名为上海行健学院。2001年4月，上海市闸北区业余大学转型为高等职业学校並更名上海行健职业学院，同时上海行健学院校名也同時放棄使用。2001年9月，上海市工商职业技术学校并入。

## 外部連結
- 官方网站